# Pallium

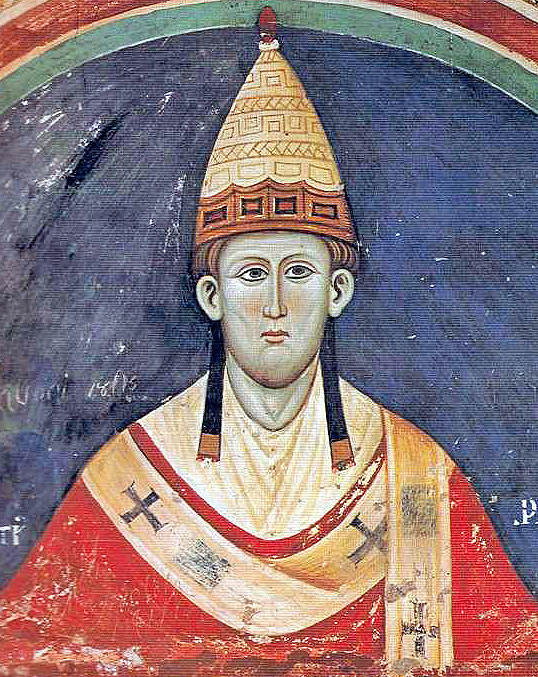
Innozenz III. mit Pallium im spätantik-byzantinischen Stil

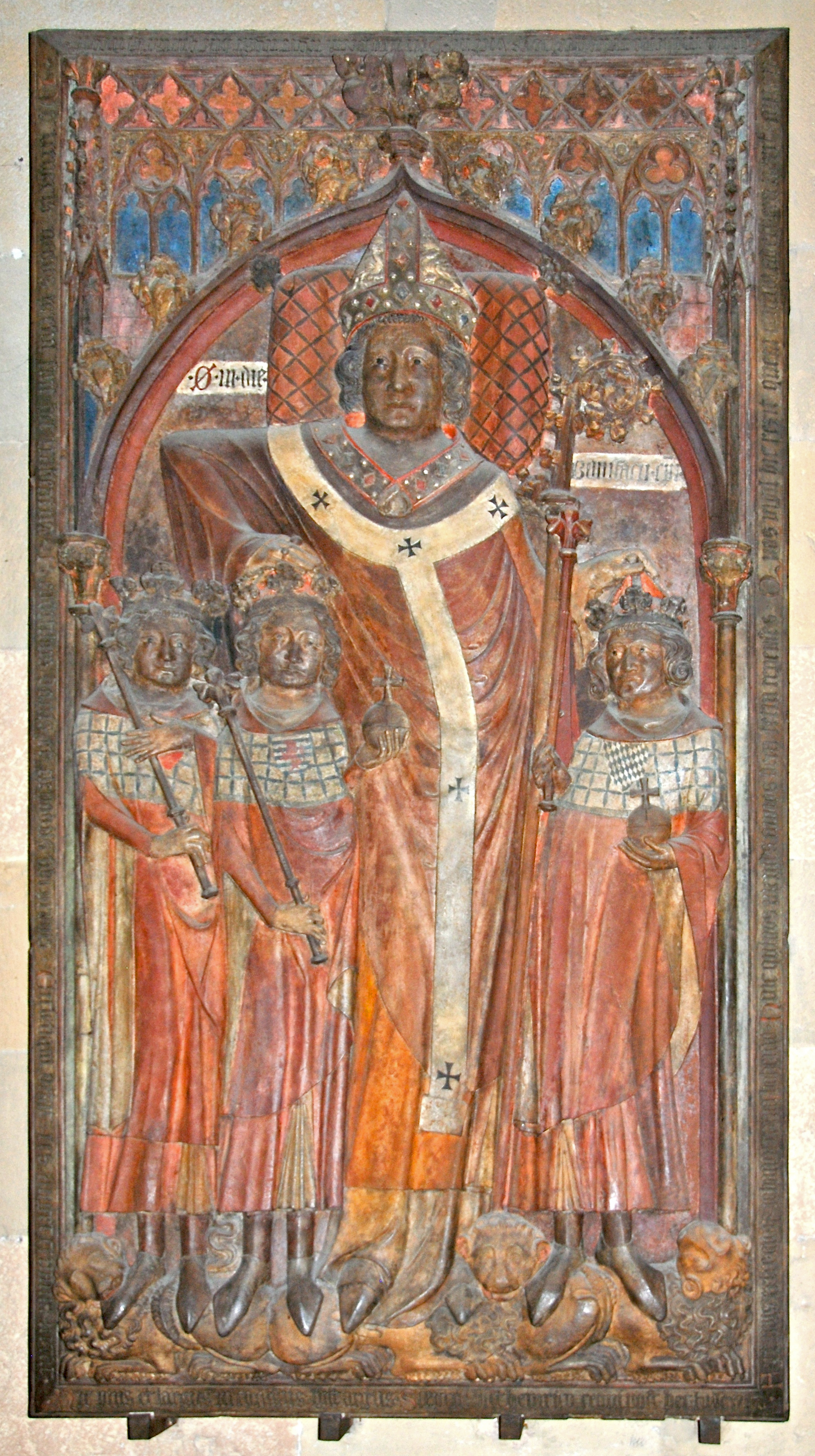
Der Mainzer Erzbischof Peter von Aspelt mit einem Pallium, wie es seit dem Hochmittelalter üblich war

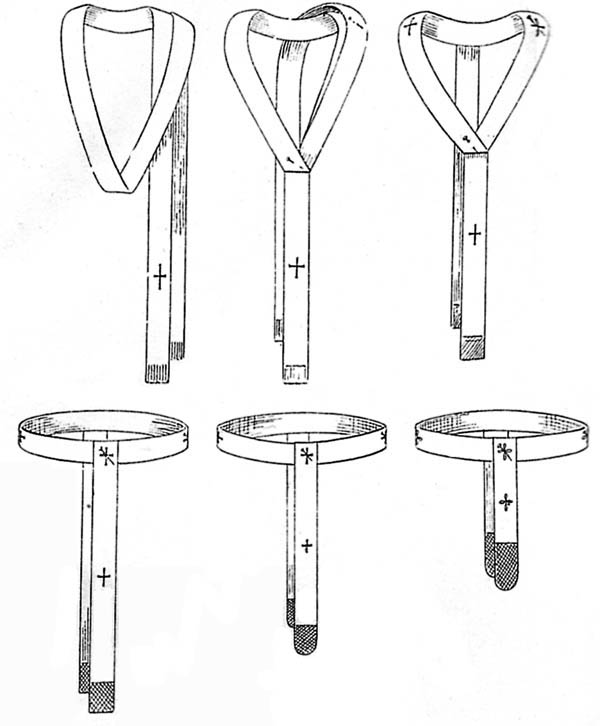
Entwicklung des Palliums

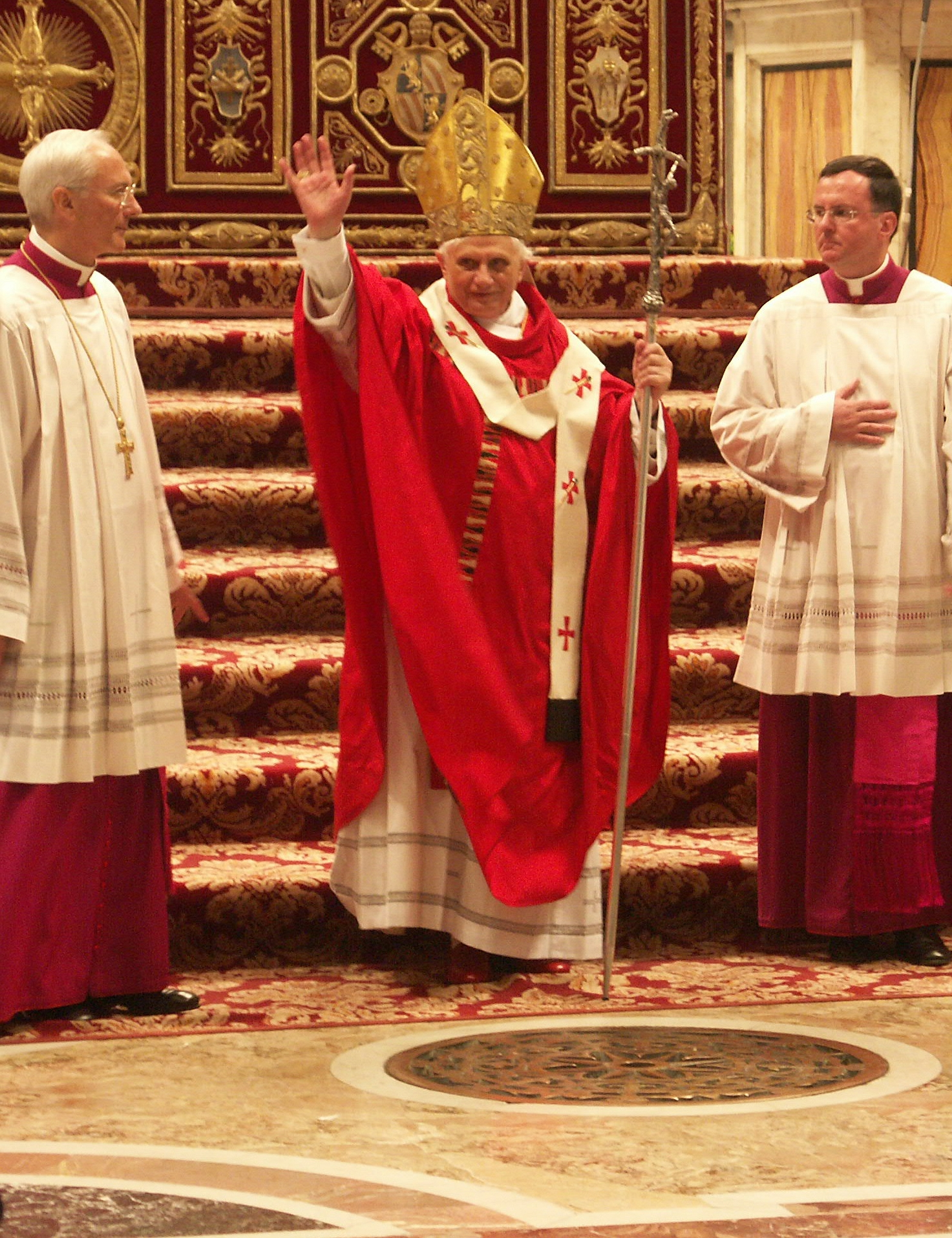
Benedikt XVI. mit Pallium der Art, die er zuerst verwendete (15. Mai 2005)

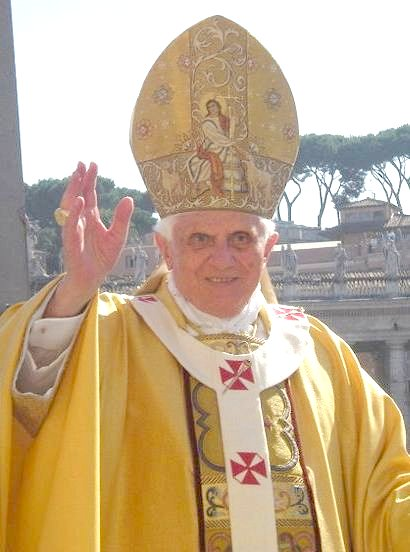
Benedikt XVI. mit neugestaltetem Pallium des Papstes (12. Oktober 2008)

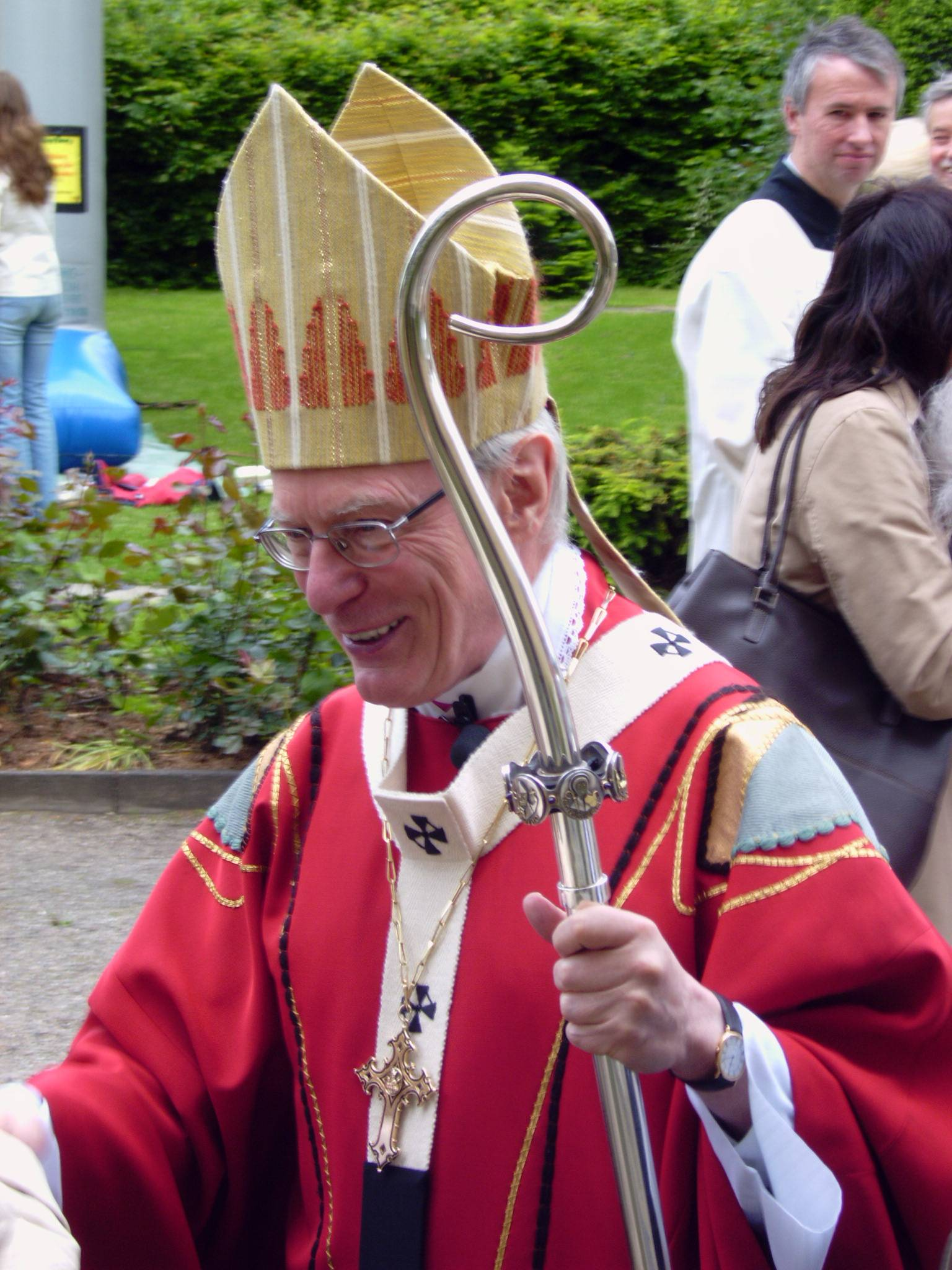
Werner Thissen mit dem Pallium, das ihm als Metropoliten der Norddeutschen Kirchenprovinz verliehen wurde.

Das Pallium ist ein Amtszeichen des Papstes, das er regelmäßig den Metropoliten der lateinischen Kirche verleiht. Es ist ein ringförmiges, etwa 5 bis 15 cm breites Band, eine Art Stola, und wird über dem Messgewand getragen. Üblicherweise sind auf einem Pallium sechs schwarze Seidenkreuze eingestickt.

## Ursprung und Geschichte
Bis ins 3. Jahrhundert war das Pallium Teil der Bekleidung hoher römischer Beamter. Seinen Ursprung hatte es im griechischen Himation, woraus sich auch der sogenannte Philosophenmantel entwickelte. Ursprünglich besaß es die Form einer großen quadratischen Wolldecke, die um den Körper gewickelt und mit einer Schnalle an den Schultern befestigt wurde. Nach der Anerkennung des Christentums als Staatsreligion im Jahr 380 wurde es auch an hohe Geistliche (Patriarchen) verliehen. In den Ostkirchen wird es Omophorion genannt und gehört dort zur gewöhnlichen Amtstracht von Bischöfen. Seit dem 7. Jahrhundert sind Verleihungen des Palliums durch den Papst an einzelne Erzbischöfe der Westkirche überliefert. So überreichte Papst Sergius I. dem Friesenmissionar Willibrord bei seiner Weihe am 21. November 695 das Pallium als Zeichen seiner neuen Würde. Ebenso verlieh Papst Leo III. am 20. April 798 an Erzbischof Arn von Salzburg als Metropoliten der bayerischen Kirchenprovinz das Pallium. Seit der Mitte des 11. Jahrhunderts bekommt das Pallium zunehmende rechtliche Bedeutung, es wird nun zu einem erzbischöflichen Insigne. Ab 1049 sollte jeder Erzbischof zur Verleihung nach Rom kommen und einen Treueid ablegen. Doch im Vorfeld des Investiturstreits folgt noch bis 1074 kein deutscher Bischof der Aufforderung zum Pallieneid.

## Herstellung und Segnung
Das Pallium wird aus der Wolle zweier Lämmer gefertigt, die vom Papst im Vorjahr am Tag der hl. Agnes (21. Januar) gesegnet wurden. Da deren Wolle heute nicht mehr für alle neu ernannten Metropoliten ausreicht, wird andere Wolle hinzugefügt. Gesponnen und gewoben werden die Pallien von den Nonnen des Klosters Santa Cecilia in Trastevere. In die Enden des Palliums sind Bleistücke zur Beschwerung eingenäht. Drei der aufgestickten Kreuze können mit Nadeln durchstochen werden, die die drei Kreuzesnägel symbolisieren. Ehemals dienten diese Nadeln zur Fixierung des Palliums auf der Kasel.
Am Vorabend des Hochfestes Peter und Paul werden die neuen Pallien in der Confessio des Petersdoms, dem Grab des heiligen Petrus unter dem Hauptaltar, in einem goldenen Behältnis aufbewahrt, wodurch sie zu einer Berührungsreliquie werden. Ihre Aufbewahrung gibt diesem Ort die Bezeichnung Palliennische. Fälschlich wird die goldene Schatulle, in der die Pallien aufbewahrt werden, oft für den Reliquienschrein des heiligen Petrus gehalten.

## Bedeutung und rechtliche Würdigung
Das Pallium galt als Zeichen der Teilhabe des Metropoliten an der Hirtengewalt des Papstes (in partem sollicitudinis), dem es als Insigne seiner Vollgewalt (plenitudo potestatis) per se zusteht. Die Pallien werden am Hochfest der Apostel Petrus und Paulus (29. Juni) in Rom verliehen. Die feierliche Übergabe ist mit einem Treueschwur des Metropoliten gegenüber dem Papst und seinen Nachfolgern verbunden. Das kanonische Recht der lateinischen Kirche bestimmt, dass „ein Metropolit gehalten ist, innerhalb von drei Monaten nach Empfang der Bischofsweihe oder, falls er bereits geweiht ist, nach der kanonischen Amtsübertragung, persönlich oder durch einen Vertreter vom Papst das Pallium zu erbitten, das nämlich Zeichen jener Gewalt ist, mit welcher der Metropolit in Gemeinschaft mit der Römischen Kirche in der eigenen Provinz vom Recht ausgestattet wird.“ Damit gilt es heute als Zeichen der seinem Amt eigenen Hirtengewalt eines Metropoliten in Kirchengemeinschaft mit dem Papst in Rom. Er darf es allerdings nur in den Kirchen seiner Kirchenprovinz tragen. Im Früh- und Hochmittelalter war das Tragen des Palliums auf wenige Tage im Jahr beschränkt. Im Laufe des 11. Jahrhunderts wurden die Tage, an denen der Erzbischof sich dieses Insignes bedienen durfte, durch päpstliche Pallienprivilegien vermehrt (sogenannte „Pallientage“). Auch die im kanonischen Recht festgelegte Pflicht zur persönlichen Einholung des Palliums beim Papst in Rom setzte sich – obgleich sich diesbezüglich vereinzelte ältere Vorschriften erhalten haben – erst im Laufe des späten 11. und 12. Jahrhunderts durch. Später wurde von dieser Pflicht immer häufiger dispensiert, bis sie im Codex Iuris Canonici ihre heutige Gestalt annahm.
Der Papst kann sich überall dort, wo er einer Heiligen Messe vorsteht, des Palliums bedienen. Nach dem Corpus Iuris Canonici der lateinischen Kirche war es nicht erlaubt, in Gegenwart des Papstes ein Pallium zu tragen. Da diese Regelung nicht mehr in Kraft ist, kam es in Gebrauch, dass der Metropolit, in dessen Kirchenprovinz der Papst weilt, ebenfalls sein Pallium anlegt.
Das Pallium ist nicht übertragbar und wird daher mit dem verstorbenen Erzbischof begraben. Wechselt ein Metropolit auf einen anderen Metropolitansitz, so benötigt er ein neues Pallium. Beim Begräbnis wird das Pallium, das er zuerst erhalten hat, unter seinem Nacken zusammengefaltet deponiert, während ihm jenes, das er zuletzt empfangen hat, entsprechend der üblichen Trageweise angelegt wird.
Auch der Dekan des Kardinalskollegiums erhält ein Pallium. Er erhält es für den Fall, dass er den neugewählten Papst im Konklave zum Bischof weiht.
In Ausnahmefällen wird das Pallium auch Nicht-Metropoliten verliehen. So empfing etwa bereits im 8. Jahrhundert (Erz-)Bischof Chrodegang von Metz von Papst Stephan II. das Pallium, im 11. Jahrhundert der Halberstädter Bischof Burchard II. von Papst Alexander II.; in jüngerer Zeit Angelo Sodano von Papst Benedikt XVI., ebenso wie der damalige Kardinaldekan Joseph Ratzinger von Papst Johannes Paul II.
Im Januar 2015 wurde durch den Vatikan bekanntgegeben, dass zukünftig Metropoliten das Pallium in Rom nach der Segnung durch den Papst am Hochfest Peter und Paul nur noch überreicht und später in einem eigenen Festgottesdienst in der jeweiligen Erzdiözese durch den Apostolischen Nuntius angelegt wird. Die Heilige Messe zur Übergabe des Palliums im Petersdom am 29. Juni 2014 war der vorläufig letzte Anlass mit Ausnahme von Papstbesuchen, zu dem mehrere Bischöfe gleichzeitig ein Pallium trugen.

## Gegenwärtiger päpstlicher Gebrauch
Im Zuge der Liturgiereform des Zweiten Vatikanischen Konzils kam es zu Bestrebungen, die mit der Zeit verkümmerte Form des Palliums zu erneuern. Papst Johannes Paul II. trug kurzzeitig (1999/2000) ein Pallium der langen Art, wie es die obige Abbildung für Erzbischof Peter Aspelt von Mainz zeigt. Aus Gründen seines Gewichts und, besonders für einen altersgebeugten Träger, unvorteilhaften Schnitts wurde es nicht beibehalten.

### Benedikt XVI.
Die Situation änderte sich mit Amtsantritt von Papst Benedikt XVI. Er trug in den ersten Jahren seines Pontifikats ein mit fünf roten Kreuzen versehenes Pallium der ursprünglichen Art und Trageweise – also nicht, wie in den letzten Jahrhunderten üblich, verkürzt und verschmälert in Y-Form auf Brust und Rücken endend, sondern wie in Spätantike und Frühmittelalter, die Enden des in V-Form gebildeten Kragens über die linke Schulter hängend (vgl. die Abbildung von Innozenz III. und das erste Bild von Benedikt XVI. rechts). Man interpretierte dies als einen Schritt auf die getrennten Kirchen der Orthodoxie hin, die das Omophorion in ähnlicher Form kennen. Eine entsprechende Änderung des Palliums der Metropoliten war im Gespräch.
Seit dem Hochfest Peter und Paul 2008 trug Papst Benedikt XVI. ein neues Pallium, das nicht nach der Form seines Vorgängers oder der Pallien der Erzbischöfe gestaltet war. Es sieht dem flach anliegenden Pallium aus der Zeit der Tridentinischen Reform (16./17. Jahrhundert) ähnlich. Dieser Schritt erfolgte aus Gründen deutlich sichtbarer Kontinuität sowie wegen der unbequemen Trageweise der „Zwischenform“, so der päpstliche Zeremonienmeister Guido Marini in einem Interview. Dieses Pallium war größer und breiter als das der Erzbischöfe und mit sechs roten statt schwarzen Kreuzen bestickt. Entsprechend wurde auch das Papstmosaik Benedikts XVI. in Sankt Paul vor den Mauern geändert.
Bei der Bestattung wurden ihm drei Pallien unter den Kopf gelegt. Eines stammte aus seiner Zeit als Erzbischof von München. Das zweite erhielt er als Kardinaldekan und das dritte als Papst. Keines der Pallien wurde angelegt, da er keines der Ämter mehr bekleidete.

### Franziskus
Das Pallium, das Papst Franziskus zur Amtseinführung am 19. März 2013 vom Kardinalprotodiakon Jean-Louis Tauran umgelegt wurde, war laut Vatikansprecher Federico Lombardi dasselbe Pallium, das bereits Benedikt XVI. getragen hatte. Dieses Pallium ist ein rundgewebtes römisches Pallium mit sechs roten Kreuzen auf dem ca. 9 cm breiten weißen Schafwollstoff und soll an den guten Hirten erinnern, der das verlorene Lamm auf seinen Schultern trägt. Seit dem Hochfest der Apostel Petrus und Paulus 2014 trug Franziskus wieder ein Metropolitenpallium mit sechs schwarzen Kreuzen.